# Hydrocotyle mexicana
Hydrocotyle mexicana là một loài thực vật có hoa trong Họ Cuồng. Loài này được Schltdl. & Cham. mô tả khoa học đầu tiên năm 1830.